# Вакерас
Вакера́с (фр. Vacqueyras) — коммуна во французском департаменте Воклюз региона Прованс — Альпы — Лазурный Берег. Относится к кантону Бом-де-Вениз.

## География

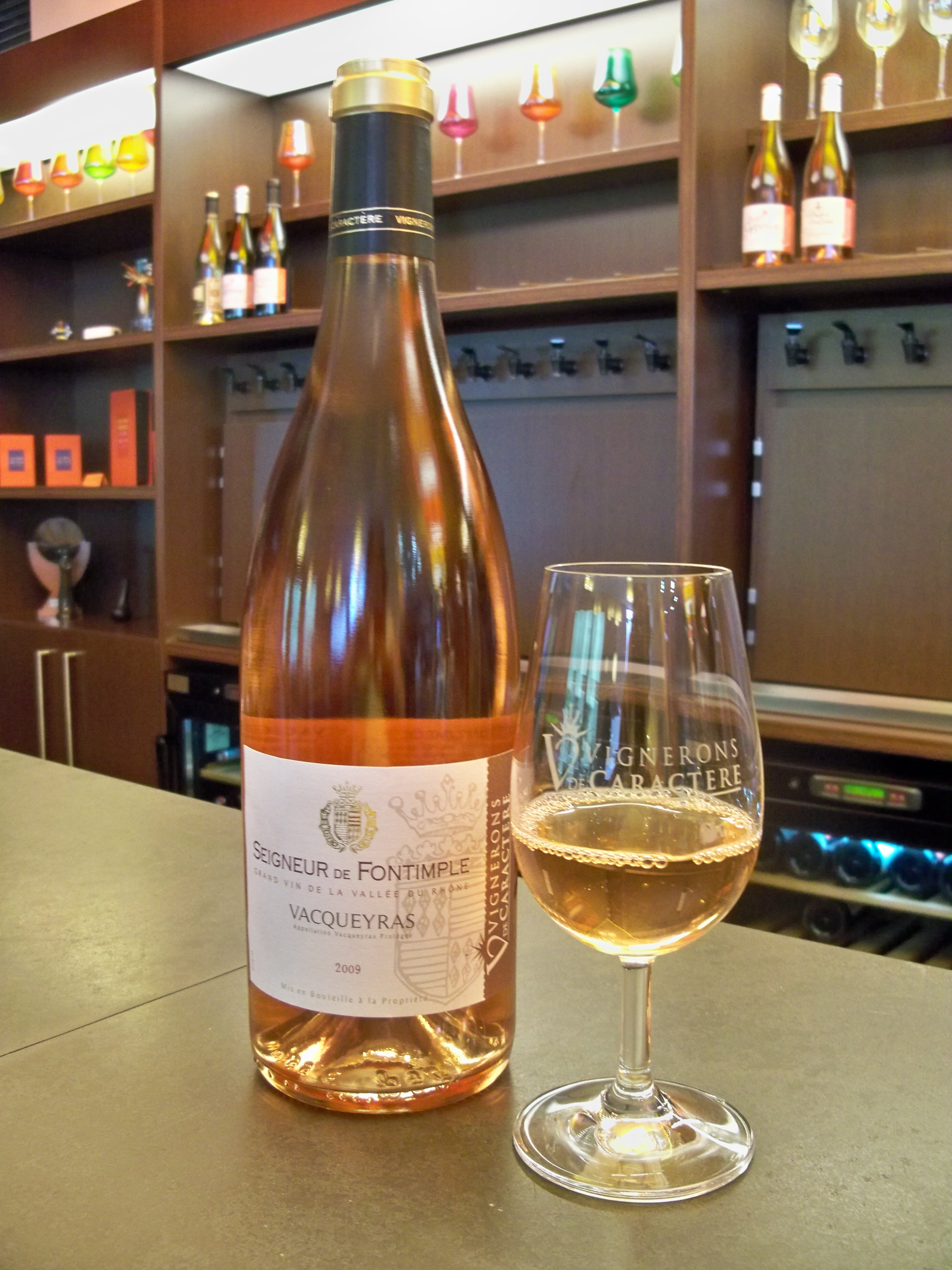
Розовое вино Вакерас AOC.

Вакерас расположен в 25 км к северо-востоку от Авиньона. Соседние коммуны: Жигонда на северо-востоке, Лафар на востоке, Бом-де-Вениз на юго-востоке, Вьоле на северо-западе.

### Гидрография
На севере коммуны протекают Увез и впадающий в него Лимад. Вакерас пересекает канал Карпантра, открытый в 1856 году и образующий систему орошения.

## Демография
Население коммуны на 2010 год составляло 1050 человек.
| 1962 | 1968 | 1975 | 1982 | 1990 | 1999 | 2010 |
| ---- | ---- | ---- | ---- | ---- | ---- | ---- |
| 845  | 866  | 816  | 883  | 943  | 1061 | 1050 |

## Известные уроженцы
- Раймбаут де Вакейрас (1165—1207) — один из величайших средневековых трубадуров.